# Werner Rolevinck
Werner Rolevinck (1425-1502) fue un cartujo (westfaliano).
Dejó varias obras escritas, entre ellas un compendio de cronología universal, Fasciculus temporum, Colonia, 1474, que durante mucho tiempo fue utilizado por J. Linforius como manual histórico, el cual lo continuó desde 1484 hasta 1514.

## Obra
Algunas ediciones de las obras de Werner Rolevinck:
- Ein Buch zum Lobe Westfalens, des alten Sachsenlandes., Münster, 1982
- Werner Rolevincks Bauernspiegel, Freiburg: Herder, 1999
- Illustrium veterum scriptorum qui rerum a Germais...., Francofurti: C. Marnii, 1613, 2 volúmenes (aparece Werner Rolevinck junto a J. Pisturius, M. Scotus, H. Mutius y otros)
- La obra citada, en una edición posterior Fasciculus temporum, Claes de Grave, 1529